# Gallus gallus
Gallus gallus este o specie de păsări din familia Phasianidae.
Sunt recunoscute 5 subspecii ale Gallus gallus:
- Gallus gallus bankiva, Bali, Java și Sumatra
- Gallus gallus gallus, Cambodgia și Cochinchine (sudul Vietnamului)
- Gallus gallus jabouillei, Tonkin (nordul Vietnamului) și sudul Chinei
- Gallus gallus murghi , nordul Indiei
- Gallus gallus spadiceus, Birmania, Laos, Siam și Malaezia.
- Gallus gallus domesticus - găina domestică